# Amarsi può darsi
Amarsi può darsi és una pel·lícula italiana del 2001 escrita i dirigida per Alberto Taraglio produïda per la RAI.

## Argument
Davide i Giulia, una parella de trenta anys, durant l'audiència per parlar del divorci, reviuen la seva història romàntica a través d'alguns salts enrere.

## Repartiment
- Claudio Santamaria: Davide
- Claudia Gerini: Giulia
- Paola Cortellesi
- Pier Francesco Loche
- Claudio Contartese
- Cristiano Callegaro
- Lucia Poli
- Stefano Caprioli